# D8 (motorväg, Tjeckien)

Sträckningskarta över motorväg D8

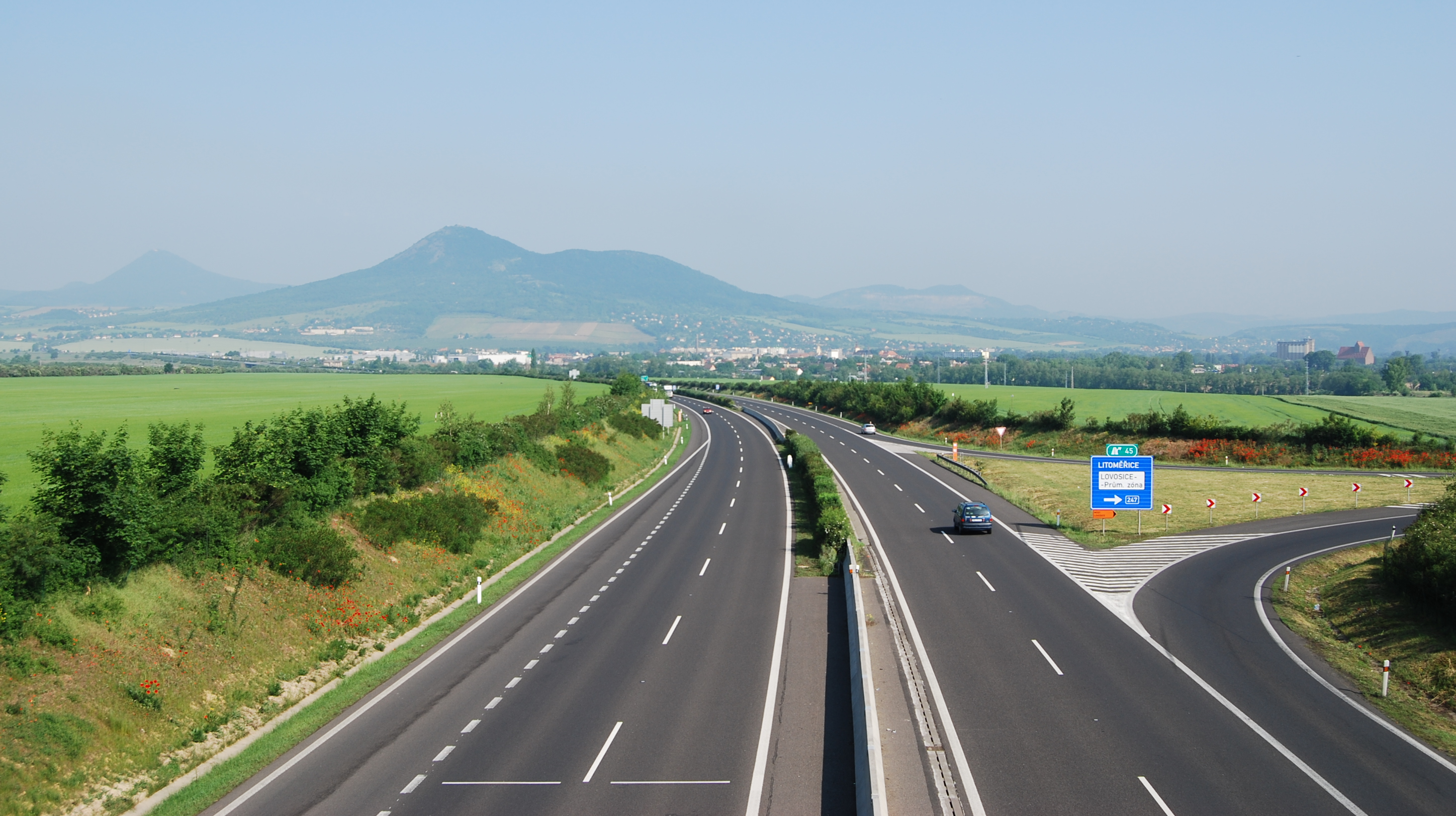
D8 vid Lovosice.

D8 är en motorväg i Tjeckien som går från Prag via Ústí nad Labem till Petrovice vid gränsen mot Tyskland. I Tyskland fortsätter motorvägen som A17 mot Dresden.
De första sektionerna av motorvägen, mellan Prag och Lovosice, öppnades mellan 1990 och 2000. Motorvägen från Ústí nad Labem till den tyska gränsen invigdes i december 2006. Sträckan mellan Ústí nad Labem och Řehlovice öppnades 1988.
Den sista biten av sträckan mellan Prag och tyska gränsen som inte var motorväg, mellan Lovosice och Řehlovice, var planerad att byggas ut till motorväg till 2010, men på grund av miljöprotester då motorvägen skulle gå genom flera naturreservat blev utbyggnaden försenad och sträckan färdigställdes därför som motorväg först i december 2016. Även tekniska problem försenade utbyggnaden då ett jordsked 2013 begravde en del av den sträcka som var under utbyggnad.
Motorvägar i Tjeckien är avgiftsbelagda via vinjetter.